# رککوله
رَکْکولَه (به فنلاندی: Rääkkylä) یک منطقهٔ مسکونی در فنلاند است که در کارلیای شمالی واقع شده‌است.